# Sedlecko
Sedlecko je vesnice, část obce Bušovice v okrese Rokycany v Plzeňském kraji. Nachází se asi dva kilometry severozápadně od Bušovic. Vede tudy železniční trať Ejpovice–Radnice a silnice II/233. V roce 2011 zde trvale žilo 163 obyvatel.

## Název
V letech 1869–1890 nesla název Sedlečko, od roku 1900 se nazývá Sedlecko.

## Historie
První písemná zmínka o vesnici pochází z roku 1181.
Sedlecko donedávna leželo v katastrálním území Smědčice. Dříve patřilo k obci Smědčice, při převedení Sedlecka k obci Bušovice v polovině 20. století však nebylo rozděleno katastrální území Smědčice, takže zasahovalo do dvou obcí. V roce 2009 obce Bušovice a Smědčice uzavřely smlouvu o rozdělení katastrálního území Smědčice, katastrální území Sedlecko bylo vytvořeno v roce 2013.

## Přírodní poměry
Podél severovýchodní hranice katastrálního území protéká potok Lužnice, který se severně od vesnice vlévá do Berounky.

## Obyvatelstvo
| Rok            | 1869 | 1880 | 1890 | 1900 | 1910 | 1921 | 1930 | 1950 | 1961 | 1970 | 1980 | 1991 | 2001 | 2011 | 2021 |
| -------------- | ---- | ---- | ---- | ---- | ---- | ---- | ---- | ---- | ---- | ---- | ---- | ---- | ---- | ---- | ---- |
| Počet obyvatel | 59   | 47   | 49   | 42   | 70   | 79   | 99   | 147  | 135  | 133  | 122  | 146  | 151  | 163  | 194  |
| Počet domů     | 9    | 9    | 9    | 9    | 10   | 11   | 18   | 38   | 38   | 42   | 37   | 49   | 55   | 63   | 75   |

## Obecní správa
Při sčítání lidu v letech 1869–1950 Sedlecko bylo osadou obce Smědčice, se kterým patřilo nejprve do okresu Plzeň, ale v letech 1900–1930 v okrese Rokycany a v roce 1950 v okrese Plzeň-okolí. Od roku 1960 je částí obce Bušovice v okrese Rokycany. Poté se Smědčice opět osamostatnily, ale Sedlecko již zůstalo součástí Bušovic.